# Hermanniella grandis
Hermanniella grandis är en kvalsterart som beskrevs av Sitnikova 1973. Hermanniella grandis ingår i släktet Hermanniella och familjen Hermanniellidae. Inga underarter finns listade i Catalogue of Life.